# 台座

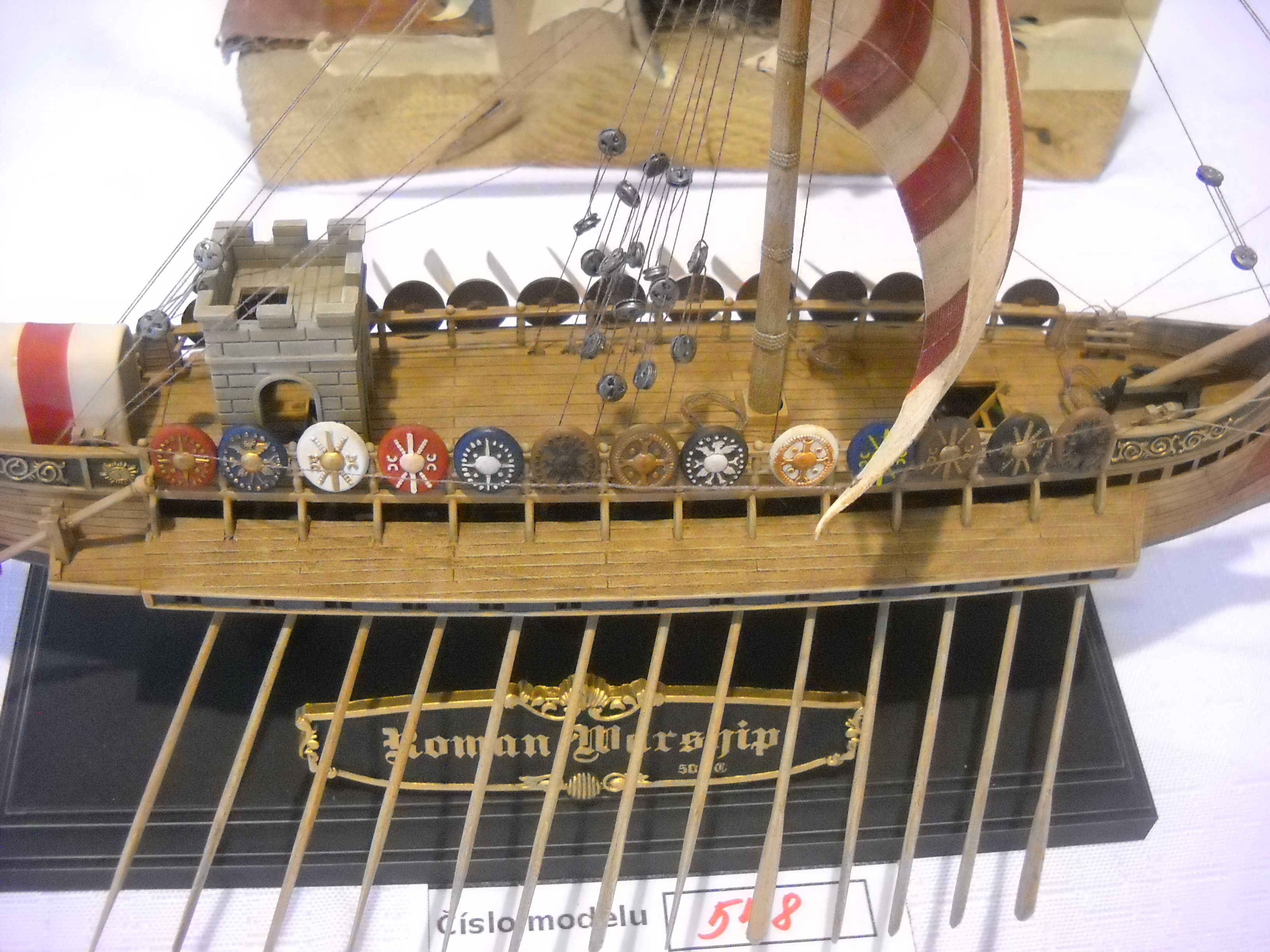
プラモデルと台座／台座はネームプレートだけが目立つシンプルなもの。

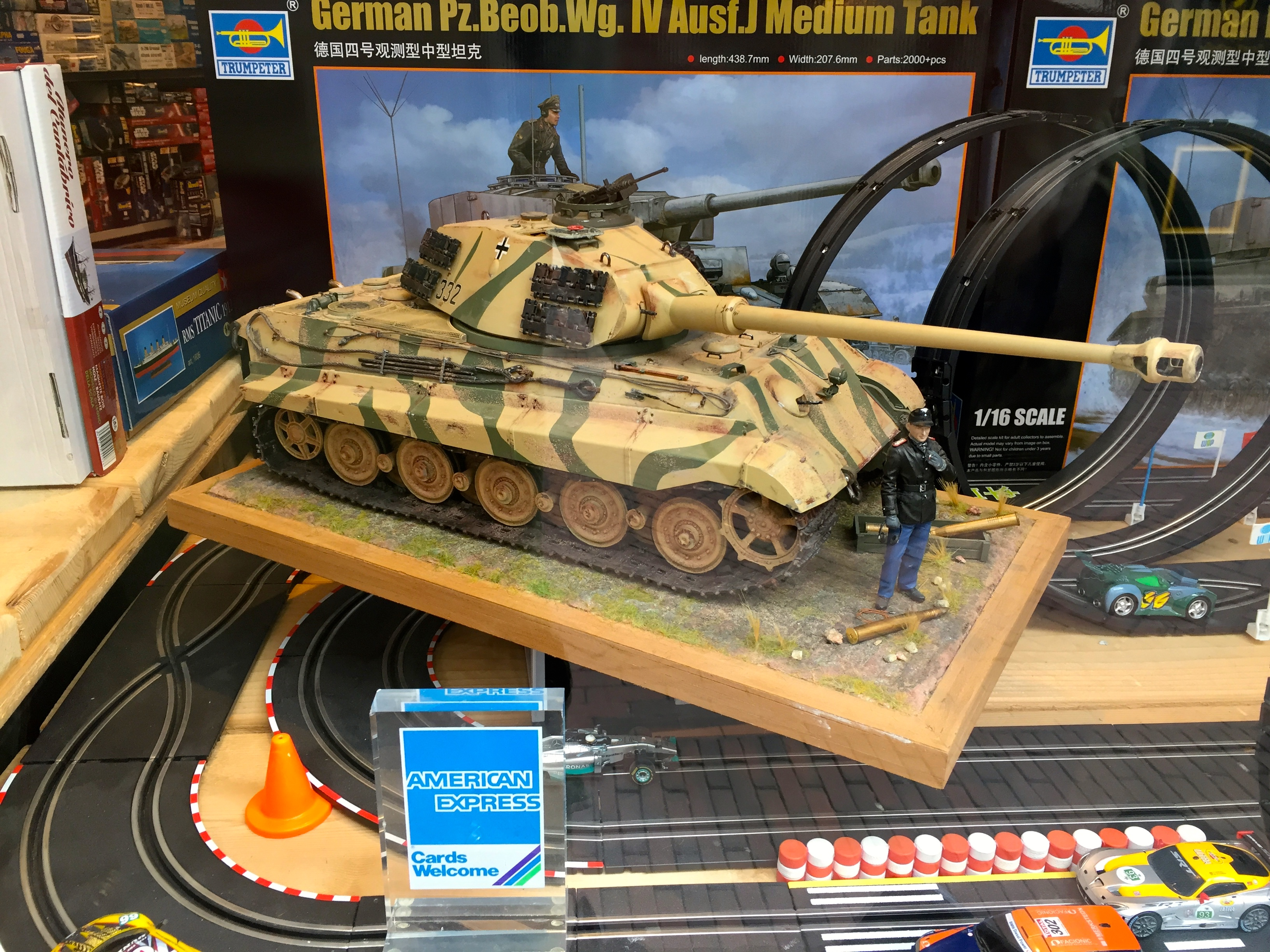
プラモデルと台座／台座はジオラマ型の手の込んだもの。

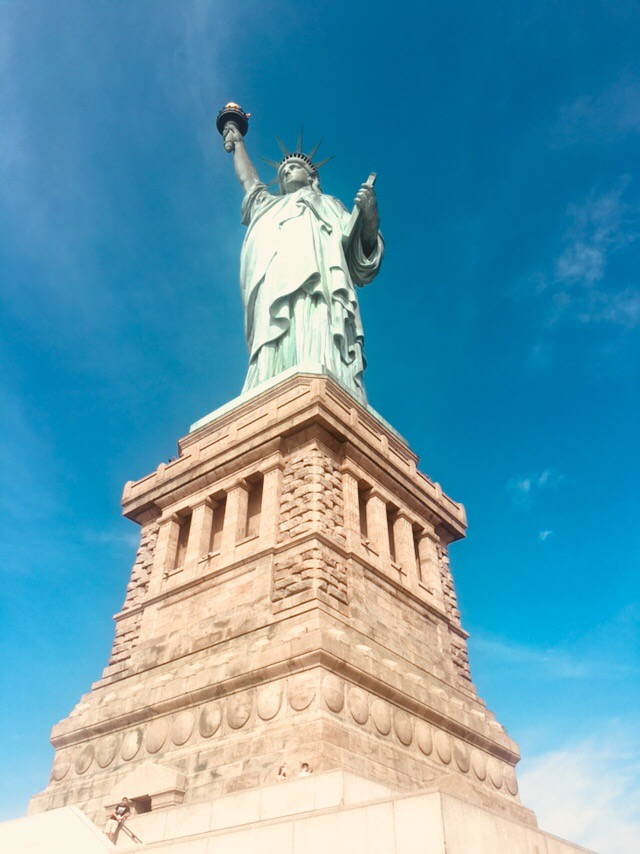
米国ニューヨークにある自由の女神像と台座／台座だけで高さ153フィート（約47メートル）ある。

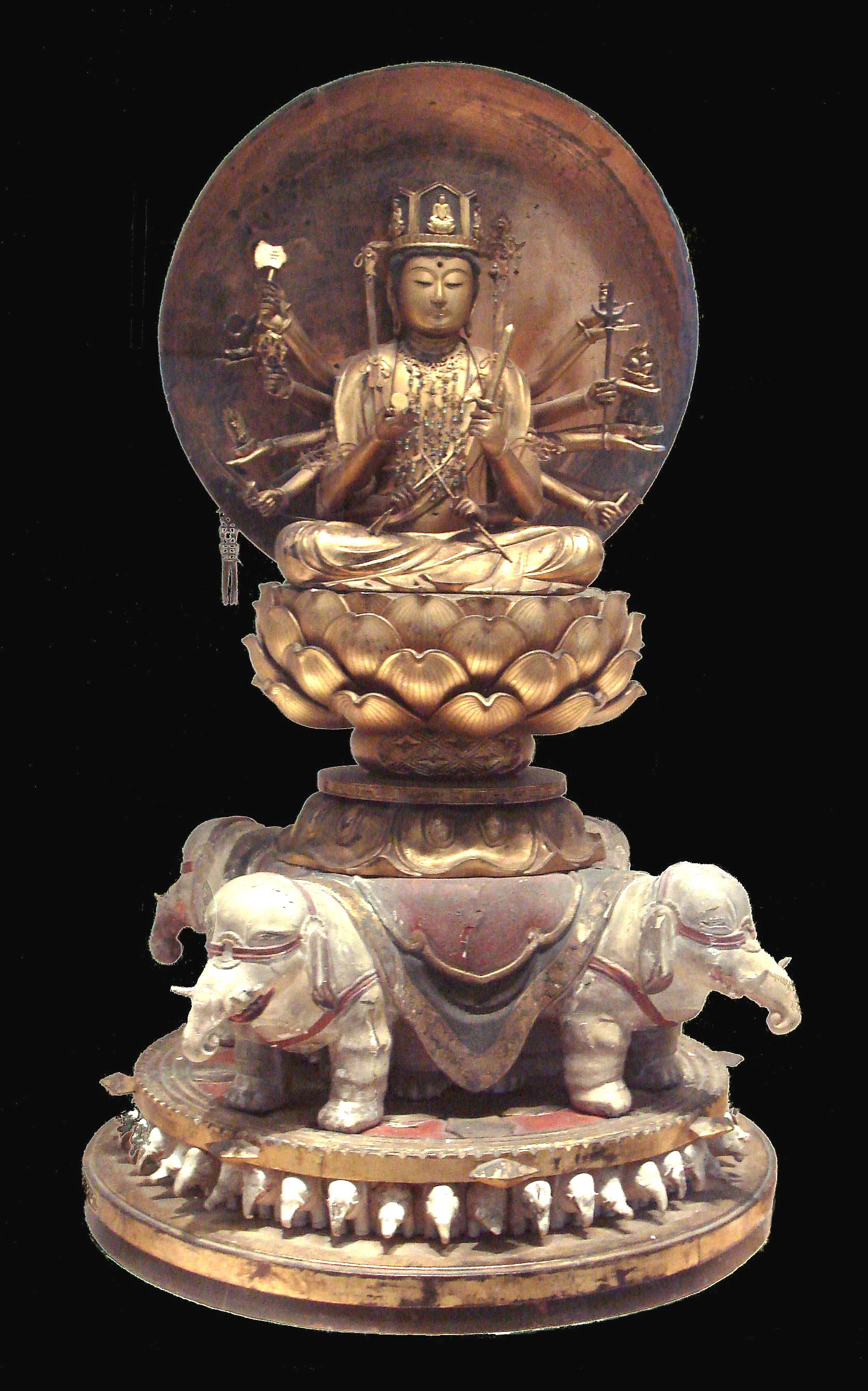
木造普賢延命菩薩坐像（ギメ東洋美術館所蔵）／仏座は、菩薩が蓮華座に腰を下ろし、それを禽獣座が下支えする形。普賢菩薩が乗る白象は、形も頭数も作品ごとに異なる。この像の場合は一身一頭（複数の頭をもたない普通の体）の4頭で四方を支えている。

台座（だいざ）とは、第1義には、物を据え置く台である。
第2義には、仏像を安置しておく台、すなわち「仏座（ぶつざ）」をいう。仏像などを荘厳するという意味では、荘厳具（しょうごんぐ）の一種（cf. 仏像#荘厳具）。

## 物を据え置く台
ホビー作品・商品の台座、仏像以外の造形物などの台座など。

## 仏座
仏像（広義の仏像、すなわち、神仏・聖者・偉人などの立体像や描かれた像）の台座には、仏などを荘厳するための様々な形式がある。
- 蓮華座（れんげざ） [5]

蓮座（れんざ）ともいう。蓮華（蓮〈はす〉の花）をかたどったもの。如来や菩薩が最も多く用いる。その他では愛染明王などの明王の一部を除いて蓮華座に乗る例は少ない。上等なものには、下部に華蔓が付く。
- 須弥座（しゅみざ）

須弥山をかたどった形。如来に用いられる。
- 雲座（うんざ）

雲を装飾化したかたち。飛天像や阿弥陀如来に見られる。
- 宣字座（せんじざ）

箱型の台座。形が「宣」の字に似ていることから。如来に用いられる。
- 裳懸座（もかけざ）

坐像の裳裾が台座にかかり、垂れ下がっているかたち。法隆寺金堂の釈迦三尊像の台座が有名。蓮華座に裳を垂らす例は少ないが、岩手中尊寺の一字金輪坐像に見られる。■右列に関連画像あり。
- 楊座（とうざ）

裳懸座の変型。丸椅子のようなかたち。中宮寺の弥勒菩薩像が有名。
- 岩座（いわざ）

岩をかたどったもの。十二神将などの天部や明王像に一般的に用いられる。四天王や毘沙門天像は、岩座の上で邪鬼を踏み下ろしているのが通例。
- 瑟々座（しつしつざ）

岩座の一種。角材を井桁状に組んだような形状。不動明王像のみに使用。
- 荷葉座（かしょうざ）

蓮の葉をかたどったもの。吉祥天像等、天部の中でも特に位の高いものに用いられる。
- 禽獣座（きんじゅうざ）

鳥獣座（ちょうじゅうざ）ともいう。普賢延命菩薩・文殊菩薩・大威徳明王・孔雀明王などは、それぞれが白象・獅子・牛・孔雀を乗り物としているため、坐す形をとった時は、これら聖なる禽獣（鳥獣）そのものか、それをメインモチーフとしてもっと複雑にデザインされた仏座に腰を下ろしており、これらを総じて「禽獣座」という。また、右列の画像で示したように、多層構造になった仏座の基部として禽獣座が据えられる場合も多い。

## 慣用句
ここでは、仏座に限らない「台座」全般に関連する慣用句について記載する。
- 台座後光を仕舞う（だいざ ごこう を しまう）

（仏像から台座と後光〈＝光背〉とを取り去ると威厳がなくなることから、）面目や地位を失うことをいい、転じて、生命を失うことをも指す。
- 台座の別れ（だいざ の わかれ）

（人間の胴体を台座に譬えて、）首が胴を離れること。首を斬られて死ぬこと。
- 「笠の台の生き別れ/笠の台の生別れ（かさのだいのいきわかれ）」も同義。「笠の台」は、人間の頭部を「笠を載せる台」に見立てて「人の首」を意味する語であり、それが胴部と生き別れるということで、「首が胴を離れる」意になる。
- 「笠の台が飛ぶ（かさのだいがとぶ）」も結果的の同義で、首を斬られること、打ち首になることをいう。転じて、免職になることをも指す。